# جگکس
جگکس (انگلیسی: Jagex) شرکت بازی ویدئویی بریتانیایی است، که در سال ۱۹۹۹ تأسیس شد.